# Mescha (Düna)
Die Mescha (russisch Межа́) ist ein linker Nebenfluss der Düna in den russischen Oblasten Twer und Smolensk.
Sie entspringt auf den Waldaihöhen und mündet in die Düna, die bei Riga in die Ostsee fließt.
Die Länge der Mescha beträgt 259 km, ihr Einzugsgebiet erstreckt sich über 9080 km² und sie weist einen mittleren Abfluss von 61 m³/s auf.
Zwischen November und Ende März / April ist der Fluss eisbedeckt.
Größte Stadt am Flusslauf ist Nelidowo.
Wichtige Nebenflüsse sind Beresa, Lutschessa, Obscha und Jelscha auf der linken Seite, sowie die Butakowka auf der rechten Seite.
Der Unterlauf ist schiffbar, die Navigation ist jedoch aufgrund von Treibholz schwierig.